# Gemelli-Klinik

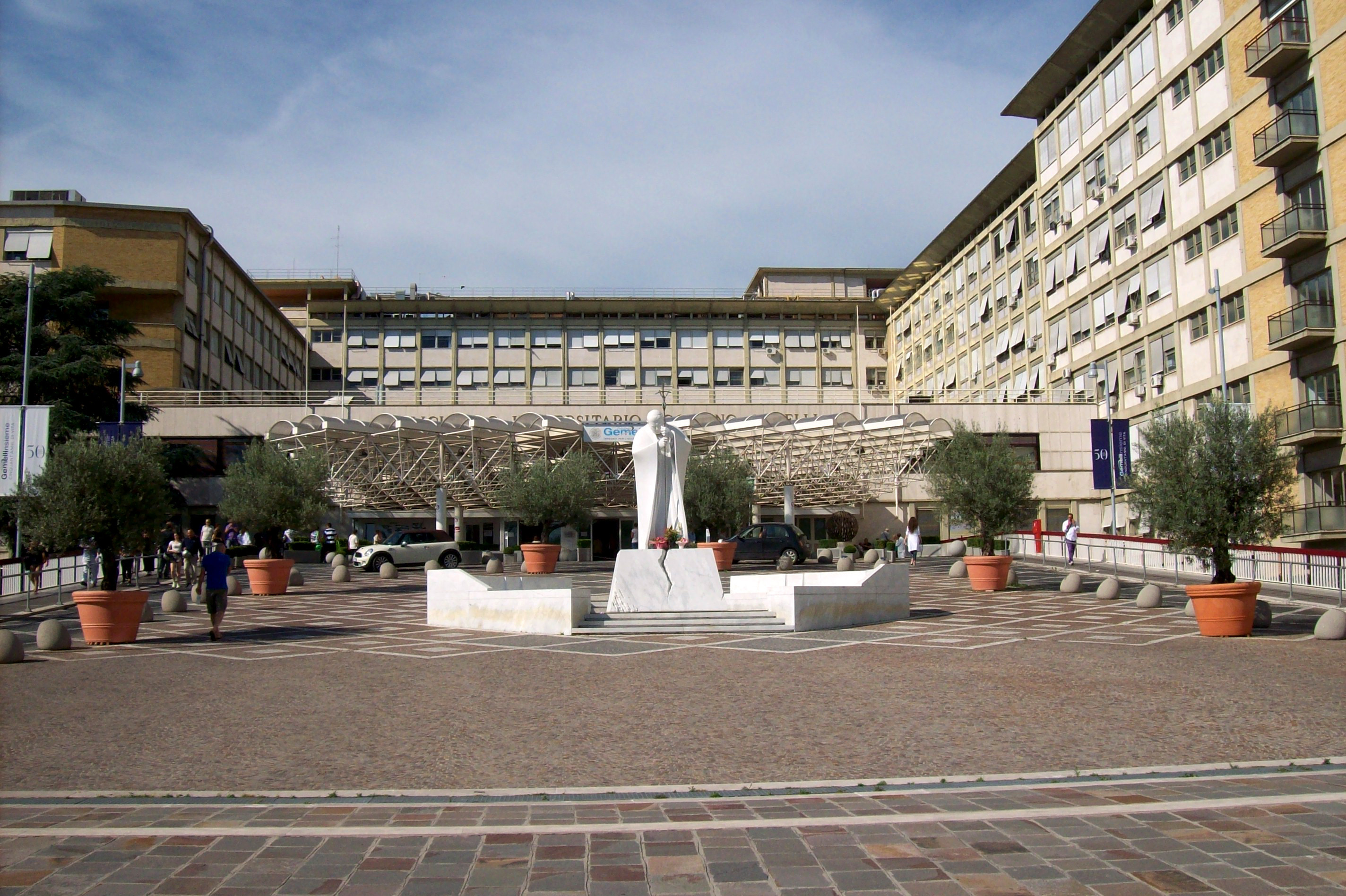
Gemelli-Klinik

Das Gemelli-Krankenhaus (italienisch Policlinico Universitario Agostino Gemelli) ist ein Universitätsklinikum in Rom. Es ist Bestandteil der Medizinischen und Chirurgischen Fakultät der Katholischen Universität vom Heiligen Herzen und wurde am 10. Juli 1964 durch Papst Paul VI. eröffnet.
Das Klinikum wurde nach dem Franziskaner und Arzt Agostino Gemelli benannt, der 1921 zu den Universitätsgründern gehörte. Es hat etwa 1.800 Betten, 39 Fachabteilungen und beschäftigt rund 5.000 Mitarbeiter. Täglich wird es von etwa 20.000 Menschen besucht. 2001 wurde ein 23.500-Quadratmeter-Neubau eröffnet, der 25 Operationssäle, Labore und eine Infektionsstation enthält.
Der Krankenhauskomplex liegt im Nordwesten Roms auf dem Monte Mario mit Ausblick auf die Vatikanstadt. Das Gelände wurde der Medizinischen und Chirurgischen Fakultät 1934 von Papst Pius XI. gestiftet. Es erstreckt sich über 37 Hektar an der Grenze zu einem Nationalpark. Es ist wie eine Kleinstadt organisiert, besitzt eine eigene Kirche, Forschungslaboratorien, ein Kongresszentrum, eine Bank, eine Bibliothek und einen Heliport.
Im zehnten Stock des Krankenhauses befindet sich eine Zimmerflucht, die ständig für Aufenthalte des Papstes reserviert ist. Dazu gehören eine Kapelle, eine Küche und Schlafzimmer für Ordensschwestern und sein Gefolge. Papst Johannes Paul II. musste zwischen 1981 und 2005 zehnmal das Klinikum aufsuchen, unter anderem nach dem Attentat von 1981.